# Geosocial networking
Geosocial networking is een soort van social networking waarbij gebruikgemaakt wordt van geografische diensten en mogelijkheden.
Deze vorm van sociaal netwerken laat toe om geografische diensten en mogelijkheden zoals geocoding en geotagging te gebruiken om extra sociale interactie te voorzien. Door gebruik te maken van data van locaties of geolocation-technieken, kunnen sociale netwerken gemaakt worden aan de hand van bijvoorbeeld woonplaats of bepaalde gebeurtenissen.

## Gebruik
Deze vorm van sociaal netwerken laat toe om geografische services en mogelijkheden zoals geocoding en geotagging te gebruiken om extra sociale interactie te voorzien.
Door gebruik te maken van data van locaties of geolocation-technieken, kunnen sociale netwerken gemaakt worden aan de hand van bijvoorbeeld woonplaats of bepaalde evenementen en andere gebeurtenissen. Gebruikers kunnen door middel van bijvoorbeeld hun smartphones hun huidige locatie bepalen en delen met vrienden op elk moment. Gebruikers kunnen hun locatie in bijvoorbeeld restaurants, films en jeugdhuizen delen op sociale netwerken. Vrienden en kennissen van deze gebruiker kunnen dan zijn of haar locatie zien, zowel straatnaam en plaatsnaam als exacte coördinaten.
Geolocation voor op het web gebaseerde sociale netwerk-diensten kunnen IP-gebaseerd zijn of door gebruik te maken van hotspot trileration.

## Veiligheid
De meningen over geosocial networking zijn verdeeld. Sommige mensen vinden het fantastisch en verslavend terwijl anderen het gevaarlijk vinden en beschouwen als een instrument voor stalkers.
Privacy is een groeiende bezorgdheid aan het worden. Het geven van te veel informatie kan gevaarlijk zijn voor seksuele roofdieren of het stelen van gegevens.
Door het vrij omspringen met informatie die men over zichzelf post (zeker realtime updates) kunnen kwaadwillenden (inbrekers e.d.) hiervan eenvoudiger misbruik maken. 

## Voorbeelden
Er zijn tientallen geosociale applicaties. Er worden hier enkele daarvan opgesomd.

### Gowalla en Foursquare
Deze applicaties werken op het volgende principe: je hebt de keuze om in te loggen op de website of om de applicatie te installeren. Na het inloggen wordt op basis van GPS-gegevens je locatie bepaald. Alle locaties in je omgeving die al eerder zijn ingevoerd worden nu getoond. Staat jouw locatie, bijvoorbeeld de bakker op de hoek, daar al tussen dan kan je hier inchecken, indien de door jou bezochte locatie nog niet voorkomt kan je deze zelf toevoegen. Zowel Gowalla als Foursquare werken daarbij met GPS-gegevens.

### Facebook Places
Dit is een nieuwe service van Facebook, uitgebracht in 2010. Het is vergelijkbaar met Gowalla en Foursquare. De gebruik kan zijn locatie delen met vrienden, of de locatie van vrienden opzoeken als zij Places gebruiken.
De gebruiker kan plaatsen toevoegen, inchecken op plaatsen die reeds bestaan, en vrienden taggen die bij hem zijn. Zo kunnen plaatsen in de buurt worden ontdekt.

### Loopt
Loopt werd oorspronkelijk ontworpen voor Sprint Mobile klanten in 2006. Loopt is een eenvoudig hulpmiddel om vrienden te vinden, men kan ook zijn positie direct posten op Twitter of Facebook. Er is hierbij ook een tool: Loopt Mix, hiermee kan je een profiel maken om nieuwe vrienden te vinden die in dezelfde onderwerpen geïnteresseerd zijn.
Er zijn ook restaurant aanbevelingen mogelijk en dergelijke.

### Booyah MyTown
MyTown is een spel dat voor de iPhone is gemaakt. De gebruiker moet hierbij met virtueel geld plaatsen kopen en verkopen en een inkomen verkrijgen doordat andere gebruikers bij hem inchecken. Het gaat als het ware gebruikers lokaliseren (tracken) en dit dan in game-formaat weergeven.

### Scvngr
Scvngr is een spel waarbij je plaatsen bezoekt, uitdagingen doet, deze deelt met je vrienden en hierbij punten badges en andere beloningen krijgt.

### Stickybits
StickyBits is een manier om informatie te delen. De gebruiker kan een barcode aanmaken en deze ergens achterlaten. Hier zit dan informatie achter, als andere deze barcode scannen kunnen ze zo de informatie lezen. Dit wordt gedaan door middel van de Stickybits applicatie die op Android en iPhone kan draaien.

### Barcode Hero
Hiermee kun je barcodes scannen, prijzen vergelijken, aanbevelingen delen met je vrienden en nieuwe producten ontdekken.

### Shopkick
Shopkick is een locatie-gebaseerde applicatie die voor de Android en iPhones beschikbaar is. Gebruikers kunnen "Kickbucks verdienen, dit zijn beloningen als ze inchecken in een winkel die hieraan meedoet. Deze kickbucks kunnen voor allerhande zaken dan gebruikt worden: iTunes gift cards, restaurant vouchers, Facebook Credits, film tickets, etc.

### Foodspotting
Deze applicatie is gericht aan restaurants, deze plaatsen maaltijden op de map om zo de fysieke wereld en de digitale wereld met elkaar te verbinden.

### Snapchat
Sinds 2017 heeft Snapchat een nieuwe 'feature'. Als men wenst om zijn of haar locatie te delen, kan men door middel van een kaart, ingebouwd in Snapchat zien waar zijn of haar vrienden zijn. Men kan er ook voor kiezen om de locatie niet te delen. 
Op die kaart is er ook te zien waar in de buurt grote evenementen zijn.